# Klára Leövey
Klára Leövey (Máramarossziget, 1821–Budapest 1897), fue una educadora pionera húngara y activista por los derechos de las mujeres. Fue directora del Instituto de Blanka Teleki en Budapest de 1846 a 1848 después de ser recomendada por Teréz Karacs. Participó en la Revolución Húngara de 1848, por lo que fue encarcelada por los austriacos. Después de su liberación, vivió exiliada en París desde 1856 hasta 1862.
En 2018, el asteroide 334756 Leövey, descubierto por Krisztián Sárneczky y Brigitta Sipőcz en la estación Piszkéstető en 2003, recibió su nombre.

## Biografía
Era hija de József Leövey, terrateniente y administrador del condado de Bereg, y de Eszter Szathmáry (1796-1864). Su padre, fallecido en 1837, no era ahorrador, por lo que los bienes heredados de los antepasados se perdieron pronto. La crianza de Klára Leövey corrió a cargo principalmente de su madre, que la formó en música y canto. A partir de 1836, cuando se fundó la sociedad benéfica de Máramarossziget, Leövey fue una de los miembros más entusiastas de la compañía artística, actuando con habilidad en las obras de teatro y aumentando el patrimonio de la sociedad con su canto. Durante todo el período de 1842-43, se alojó con el barón Imre Sztojka, entonces embajador en Maramures.

### Trayectoria profesional

#### Educadora y activista
En noviembre de 1846, fue contratada como educadora y profesora en el Instituto Educativo Femenino fundado por la condesa Blanka Teleki en Pest. Leövey acogió la revolución húngara de 1848 como una ardiente defensora de los ideales nacionales húngaros. En los primeros días de 1849, cuando Windischgrätz se acercaba a Buda, la condesa Blanka Teleki y Leövey huyeron a Debrecen en medio de muchos peligros y dificultades, y en Debrecen dedicaron toda su energía, tiempo y dinero a sus deberes como doncellas y a cuidar a los soldados heridos. Incluso después de la catástrofe de la Segunda Guerra Mundial, intentó mantener viva la esperanza en los destrozados húngaros. En Pest, dedicaron todo su tiempo y energía a ayudar y cuidar a los pobres soldados que huían de sus casas o estaban comprometidos. Más tarde, la condesa Teleki se retiró a Pálfalva, dejando a Klára en Pest para ayudar a los Guardias del Interior y a otros compatriotas perseguidos con el dinero que le quedaba. Fue tanto la humanidad como la virtud noble lo que llevó a la captura de estas dos mujeres. Teleki Blanka fue deportada de Pálfalva a Oradea en mayo de 1851, y las cartas encontradas en su persona pronto condujeron a la detención de Leövey en la finca del barón Sztojka en el pueblo de Slatina. En el Nuevo Edificio sufrieron dos años de tortuosa detención. El 30 de junio de 1853, Blanka Teleki y Klára Leövey fueron condenadas a diez y cinco años de prisión por distribuir libros sediciosos y reclutar combatientes; a finales de junio fueron llevadas al castillo de Kufstein y encerradas en la celda más fría. El 11 de julio de 1856, la sentencia de Klára Leövey expiró.
En 1859, de vuelta a la ciudad natal de su madre, se instaló en casa de su primo Gábor Várady, educando a su hija Gabriella. Otras diez niñas de edad y educación similares fueron acogidas en la casa y ella estableció allí un internado, precursor del Instituto Educativo Femenino, que más tarde sería apoyado por la Asociación de Mujeres, del que surgió el posterior Instituto Estatal Femenino. La institución tuvo éxito, pero su edificio tuvo que ser ampliado en 1860. En 1861, la escuela se hizo cargo de la administración. Sin embargo, la administración de los Habsburgo no vio con buenos ojos la educación húngara de la escuela y la cerró.
Con la apertura en 1861, Klára Leövey se fue a Pest con los Várady, y luego pasó la mayor parte de 1862 con Blanka Teleki, viajando con ella a París, donde Blanka Teleki murió el 23 de octubre, pero se quedó en París con la familia de Gerando un tiempo más. Después dio clases a niños en París; más tarde se alojó en St. Ange, en el castillo del coronel del ejército Miklós Kiss y su esposa.  En 1865, regresó a Transilvania y se le confió la educación de los hijos del conde Miksa Teleki en Kendilona. Incluso después de terminar su tutoría, se alojó con la señora De Gerando en Kendilona y Pálfalva, y luego en el castillo de la familia Vallyi en Majtiz y en la familia del conde Árvéd Teleki en Drasso; el poco tiempo que le quedaba lo pasó en la casa de Gábor Várady en Budapest.

### Periodista
Comenzó a trabajar como periodista en 1866. István Szilágyi, director del periódico Máramaros, que también animó a János Arany a escribir, le lanzó a la carrera periodística. Leövey publicó en Máramaros, pero también publicó muchos artículos en la capital y en otros periódicos provinciales. Leövey abrazó abiertamente las tradiciones de 1848, y sus escritos son en su mayoría reminiscencias de la Guerra de la Independencia. Rechazó la conciliación se posicionó en contra de Ferenc Deák y a favor de Kossuth. En unas memorias de 400 páginas, informó a la posteridad sobre sus años en la prisión de Kufstein. En 1889 se trasladó a Budapest, que se estaba desarrollando rápidamente, y se convirtió en una figura activa en la vida social y literaria.
En 1894, con motivo de la muerte de Lajos Kossuth, escribió un artículo en el que se comprometía a preservar la herencia intelectual de Kossuth. La larga y fructífera vida de patriotismo de  Leövey terminó con un trágico accidente, fue atropellada por un autobús en Budapest el 8 de abril de 1897 y murió unas horas después. Su funeral tuvo lugar en la capital, pero su última morada se encuentra en el cementerio reformado de Máramarosiget, el 12 de abril fue enterrado en la tumba que había hecho para su madre, fallecida en 1864.

## Premios y reconocimientos
- En 2018, el asteroide 334756 Leövey, recibió su nombre.
- Un instituto y una calle en Budapest son nombrados con su nombre.[6]